# ニュー・ミュージック (バンド)
ニュー・ミュージック（New Musik）は、イギリスのシンセポップ・バンド。
1977年にロンドンで結成。その後、1980年代の名プロデューサーとして名を馳せることになるトニー・マンスフィールドが中心となって活動した。

## ディスコグラフィ

### スタジオ・アルバム
- 『フロム・A・トゥー・B』 - From A to B (1980年)
- 『エニウエア』 - Anywhere (1981年)
- 『ワープ』 - Warp (1982年)

### コンピレーション・アルバム
- Straight Lines (1980年)
- Sanctuary (1981年)
- 『フロム・A・トゥ・B ザ・ソニー・イヤーズ』 - Featuring From A To B, Anywhere, Warp and Remixes (2023年)